# Sahih al-Bukhari
Pour les articles homonymes, voir sahîh.
Le Sahîh d’Al Bukhari (en arabe : صحيح البخاري / Ṣaḥīḥ al-Bukhārī) signifie « l'authentique de l'imam Al-Bukhari » et est l'un des six grands recueils de hadiths. Il est considéré par les musulmans sunnites comme le livre le plus fiable après le Coran, et comme l'une des trois sources de hadiths les plus authentiques avant le Sahih Muslim et Al-Muwatta de l'imam Mâlik.
C'est une source majeure, sinon la source principale de l'eschatologie et de la jurisprudence islamique. C'est de là que découlent la plupart des règles islamiques populaires, et parfois controversées, comme celle du port du voile.

## Le recueil
Les hadiths (ou traditions prophétiques) du Sahih d'Al-Bukhari ont été collectés par Mohammed al-Bukhari (810-870) environ deux siècles et demi après le prophète de l'islam.
Originaire de Boukhara, au sud de l'actuel Ouzbékistan, en Asie centrale, al-Bukhari a voyagé à travers l’Empire abbasside pendant seize ans pour collecter les hadiths.
Selon ses dires, il aurait recueilli plus de 600 000 hadiths, avant de décider que 593 000 d'entre eux étaient faux.
Il ne garde finalement que 1,17% de ses trouvailles, soit 7 000 hadiths, rassemblés dans le Sahih,,.
En réponse aux doutes exprimés par les académies de l'ouest[pas clair] à propos de l’auteur réel du livre qui porte son nom et de la date effective de sa rédaction, les sunnites argumentent que les érudits les plus réputés de l'époque en matière de hadiths, tels qu’Ahmad Ibn Hanbal (année 855), Ibn Maīn (année 847) et Ibn Madīni (année 848), ont tous admis l'authenticité de son livre. La renommée immédiate des recueils a ainsi constitué un argument d’authenticité qui rendait hautement improbable toute contestation après la mort des auteurs.
Au cours de cette longue période de vingt-quatre ans, Bukhari a apporté de légères modifications à son livre, en particulier à ses têtes de chapitre. Chaque version porte le nom de son narrateur. Selon Ibn Hajar al-Asqalani dans son livre Nukat, le nombre de hadiths est le même dans tous les récits (les différentes versions). Celui qui est le plus célèbre aujourd'hui est la version racontée par al-Firabri, le disciple préféré de Bukhari (année 932 de l’ère chrétienne /année 320 de l’hégire). Dans son livre Târikh Baghdad (Histoire de Bagdad), Khatîb al-Baghdâdî citait Firabri ainsi : « Il y avait environ soixante-dix mille personnes qui ont entendu Sahih Bukhari en même temps que moi. ».
Firabri n'est pas le seul témoin de Sahih Bukhari. Beaucoup d'autres ont parlé de ce livre aux générations suivantes, tels qu'Ibrahim ibn Ma'qal (année 907), Hammad ibn Shaker (année 923), Burduzi Mansour (mort en l’an 931) et Husain Mahamili (année 941). De nombreux livres ont noté des différences entre toutes les versions, celui de Al-Fath'ul Bâri étant le plus célèbre.

## Controverses
Le Sahîh d'Al-Bukhârî est rejeté par une partie des musulmans qui ne le considèrent pas comme fiable et/ou remettent parfois des doutes sur son existence historique. 
Les musulmans rejetant les hadiths, parfois appelés "coranistes" ou "quran only muslims" en anglais (certains rejetant le terme "coraniste", prétextant qu'ils ne cherchent pas à créer de nouvelles sectes au sein de l'Islam, mais uniquement se rapprocher de l'Islam authentique et originel voulu de Dieu).
Dans « Hadith literature, Its Origin, Development and Special Features », Muhammad Zubayr Siddiqi écrit : « Le hadith relevait de l’obsession pour Boukhari. Il sacrifiait presque tout pour le hadith. Durant l’un de ses voyages, il était tellement à court d’argent qu’il survécu en mangeant des herbes sauvages pendant trois jours. »
Au sujet de l’abstinence, l’auteur continue : « L’Imam Al Boukhari s’abstenait de tous désirs et tentations mondaines. Parfois, durant sa quête pour la connaissance, il passait son temps à manger de la paille sèche. En général il ne mangeait qu’une ou deux amandes en une journée entière. Un jour, il tomba malade et les médecins lui dirent : « Vos intestins se sont asséchés parce que vous mangez des feuilles sèches. »
C’est là que l’Imam Boukhari répondit aux médecins qu’il mangeait des herbes sèches depuis quarante ans, et que durant quarante ans il n'avait jamais touché à aucun curry. (NDR : plat traditionnel perse) »
Certains musulmans mettent en doute son régime alimentaire (le cerveau a besoin de glucide pour fonctionner) et sa méthode de collection de hadiths, qu'ils considèrent comme invraisemblables et matériellement impossible.
L’Imam Al Boukhari dit avoir recueilli 600 000 hadiths en l’espace de 16 ans, ce qui équivaudrait à quatre hadiths recueillis, vérifiés et mémorisés ou mis sur papier, par heure, ce qui peut poser un problème pour trouver un travail pour subvenir à ses besoins. 
Les capacités humaines n'autorisant pas un tel exploit, il est aussi difficile d'imaginer l'Imam transportant des dizaines et des dizaines de livres rédigés de sa main lors de ses voyages à travers l'Arabie.
Comme l'imam Al Boukhari a aussi déclaré avoir mémorisé le Coran entièrement, et a malgré tout rapporté des hadiths contradictoires aux enseignements du Coran, les sceptiques des hadiths considèrent que ce n'était pas un personnage fiable.
Le manuscrit originel du Sahîh d'Al-Bukhârî n'ayant jamais été retrouvé, les controverses restent d'actualité.

## Commentaires
Plusieurs érudits musulmans ont écrit des commentaires complets sur ce recueil, parmi eux citons :
- Al-Fath'ul Bâri par Ibn Hajar al-Asqalani (le plus connu).
- Umdat al-Qari par Badruddine Ayni
- Irshad al-Sari par Al-Qastallani

## Traductions
- Traduction de Sahih Al-Bukhari – par Mohsen Khan. 1984? En neuf volumes en arabe.  (ISBN 81-7151-013-2) (série)
- (fr) Sahîh al-Boukhârî, 5 tomes Éditions Al-Qalam Quelques pages consultables avec un compte rendu
- Le Sahîh d'Al-Bukhârî  (trad. Octave Houdas et William Marçais, entièrement revu, corrigé et annoté par Corentin Pabiot), Paris, Maison d'Ennour, 2007, 17 × 25 cm (BNF 41147061, présentation en ligne)
  - Le Sahîh d'Al-Bukhârî, t. 1 : hadiths 1-2046, Paris, Maison d'Ennour, 2007, 946 p., 17 × 25 cm (ISBN 978-2-7524-0009-3 et 2-7524-0009-8, OCLC 587740837, BNF 41136161)
  - Le Sahîh d'Al-Bukhârî, t. 2 : hadiths 2047-3775, Paris, Maison d'Ennour, 2007, 870 p., 17 × 25 cm (ISBN 978-2-7524-0009-3 et 2-7524-0009-8, OCLC 587740840, BNF 40121799)
  - Le Sahîh d'Al-Bukhârî, t. 3 : hadiths 3776-5474, Paris, Maison d'Ennour, 2007, 926 p., 17 × 25 cm (ISBN 978-2-7524-0009-3 et 2-7524-0009-8, OCLC 587740843, BNF 41136165)
  - Le Sahîh d'Al-Bukhârî, t. 4 : hadiths 5475-7563, Paris, Maison d'Ennour, 2007, 980 p., 17 × 25 cm (ISBN 978-2-7524-0009-3 et 2-7524-0009-8, OCLC 587740847, BNF 41136169)